# هالك بن عمرو
هالك بن عمرو بن أسد بن خزيمة هو أولُ من اشتغل بالحدادة من العرب، وأول من صنع السيوف منهم. كانت العرب تُعيّره لعمله بالحدادة، حتى لحقت المعيبة بنو أسد أجمعين. يُقال لكل حدادٍ وصانع سيف بالهالكي، نسبةً إلى هالك بن عمرو. ورد في كتاب «شمس العلوم ودواء كلام العرب من الكلوم» لنشوان الحميري «ومن المنسوب- ك [الهالكي]: الحدّاد، نُسب إلى هالك بن عمرو بن أسد بن خزيمة. وذلك سمت العرب بني أسد القُيُون». كما ورد في كتاب «كنوز الذهب في تاريخ حلب» لسبط ابن العجمي «"الهالك بن عمرو بن أسد بن خزيمة": أول من عمل الحديد». ذُكر في معجم لسان العرب «وَالهالِكي: الحدَّادُ، وَقِيلَ الصَّيْقَلُ». كما ورد في ديوان لبيد بن ربيعة قولهُ:
ورد في كتاب «جمهرة النسب» لابن الكلبي «وَوَلَدَ عَمرو بن أسدٍ: المُسَيّبَ، ورُهْمًَا، وَسَعْدًا، وهو مُعَرِّضَ، والقُلَيْب، والمُلَيْحَ، وهاشِمًا، والهالِكَ، وبالهالِكِ تُعَيرُ العَرَبُ بني أَسَدٍ بالقُيُونِ، وكان الهالِكُ أَولَ من عَمِلَ الحَديدَ من العَرَبِ»، ويذكر أيضًا «ومن بني الهَالِك: سِماكُ بن مَخْرَمَةَ بن حُمَيْن بن بَلْثِ بن الهَالِكِ، الذي يُقَالُ لِمَسْجِدِهِ بالكُوفَةِ مَسْجدُ سِماكٍ، وكان خَرَجَ مِن الكُوفَةِ أَيام عَليّ، عليه السلام، هَارِبًا منه، وله يَقولُ الأَخطَلُ:
فقالَ لهُ سِماكُ: "إنكَ لَعَنْتَني، أَردتَ أن تَمدَحَني فَهَجَوْتني، كان الناسُ يقولون قَولًا فَحَقَّقْتَ".»
يذكرُ محمد سهيل طقوش في كتابه «تاريخ العرب قبل الإسلام» «واشتهر بنو أسد بصناعة الحديد، وكان هالك بن عمرو بن أسد بن خزيمة أول من عمل الحديد من العرب، لذلك يقْال لهم: القيون؛ أي: الحدادون، وتوصلوا مع بني سُليم إلى صهر الحديد وتنقيته وتحويله إلى معدن نافع لصناعة بعض الأدوات الزراعية ووسائل الري وغيرها من الآلات الإنتاجية».
يرد في كتاب «وما صاحبكم بمجنون» لأحمد الزمام «كان العرب يهجون الذين يمتهنون المهن، أو من يتخذون الصناعة رزقًا لهم، ومنهم: هالك بن عمرو بن أسد بن خزيمة من بني أسد إحدى القبائل العربية في شبه الجزيرة، والتي كان لها مكانتها الرفيعة بين القبائل، تزوج منهم الرسول ﷺ السيدة زينب بنت جحش ، أخوها الصحابي الجليل عبد الله بن جحش  قائد سرية نخلة والذي استشهد في غزوة أحد. وهالك بن عمرو هذا عيرته العرب بالقيّن [المشتغل بالحديد]».